# 荷蘭小鬆餅

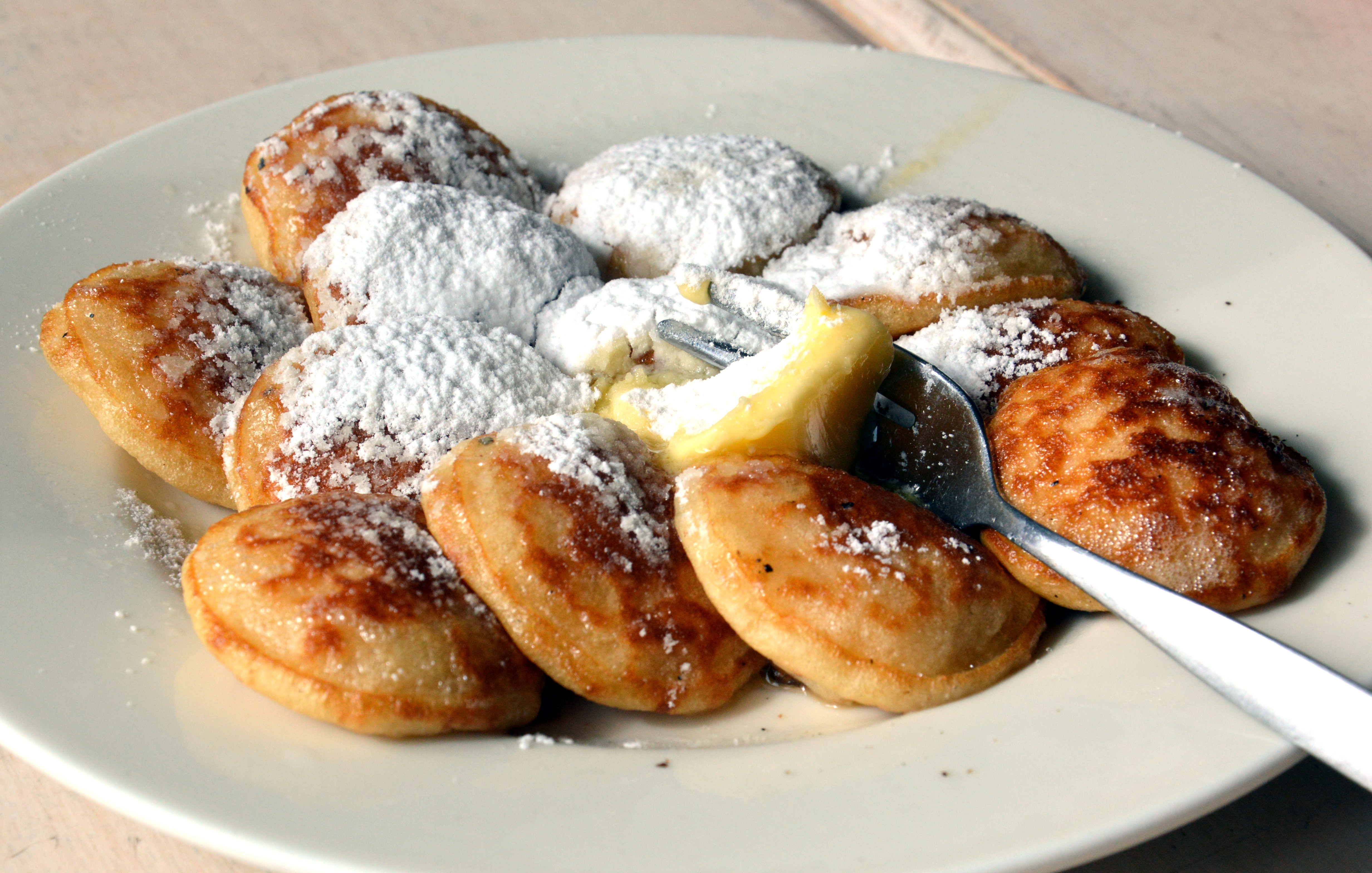
荷蘭小鬆餅

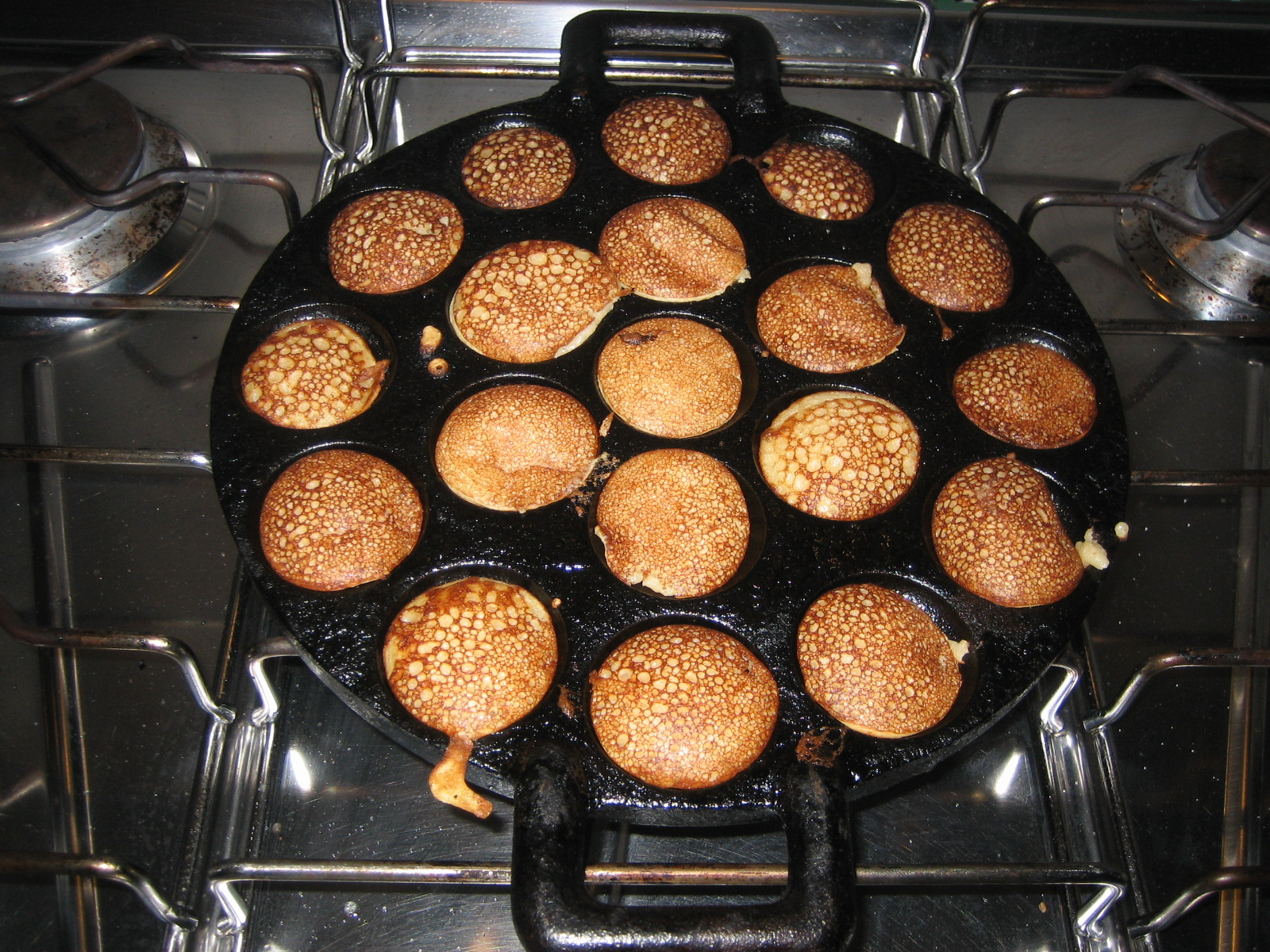
製作中的荷蘭小鬆餅

荷蘭小鬆餅（荷蘭語：Poffertjes），鬆餅的一種，為荷蘭常見的傳統甜食，由酵母和蕎麥粉製成，通常不加任何餡料，口感與台灣的雞蛋糕類似，可再加上巧克力醬、鮮奶油、新鮮水果或者冰淇淋等食用。大小剛好一口一個，通常在市集或是鬧區的街邊販售。